# Podastrana
Podastrana falu Horvátországban Lika-Zengg megyében. Közigazgatásilag Gospićhoz tartozik.

## Fekvése
Gospićtól légvonalban 18 km-re közúton 22 km-re északnyugatra fekszik.

## Története
1527-ben a vidék több mint százötven évre török megszállás alá került. 1689-ben a terület felszabadult a török uralom alól és a szabaddá vált területre katolikus horvátok települtek.
A falunak 1857-ben 362, 1910-ben 306 lakosa volt. A trianoni békeszerződés előtt Lika-Korbava vármegye Perušići járásához tartozott. Ezt követően előbb a Szerb-Horvát-Szlovén Királyság, majd Jugoszlávia része lett. 1991-ben a független Horvátország része lett. A falunak 2011-ben 51 lakosa volt.

## Lakosság
| Lakosság változása | Lakosság változása | Lakosság változása | Lakosság változása | Lakosság változása | Lakosság változása | Lakosság változása | Lakosság változása | Lakosság változása | Lakosság változása | Lakosság változása | Lakosság változása | Lakosság változása | Lakosság változása | Lakosság változása | Lakosság változása |
| ------------------ | ------------------ | ------------------ | ------------------ | ------------------ | ------------------ | ------------------ | ------------------ | ------------------ | ------------------ | ------------------ | ------------------ | ------------------ | ------------------ | ------------------ | ------------------ |
| 1857               | 1869               | 1880               | 1890               | 1900               | 1910               | 1921               | 1931               | 1948               | 1953               | 1961               | 1971               | 1981               | 1991               | 2001               | 2011               |
| 362                | 0                  | 0                  | 398                | 220                | 306                | 243                | 328                | 271                | 289                | 267                | 243                | 142                | 86                 | 76                 | 51                 |

(1857-től 1900-ig Pod Stranom, 1910-től 1948-ig Podstrana, 1953-tól Podastrana néven. 1869-ben és 1880-ban lakosságát Vaganachoz számították.)